# Mænd er fra Mars, kvinder er fra Venus
Mænd er fra Mars, kvinder er fra Venus er en bog skrevet af John Gray (dansk udgave fra 1992, USA 1992). Den er en selvhjælpsbog, der tilbyder en række løsningsforslag, som skal forbedre forholdet mellem ægtefæller.

## Indhold
Udgangspunktet for bogen er, at de to køn er meget forskellige, og for at parforholdet skal fungere er det nødvendigt at forstå det modsatte køns forskellige kommunikationsformer og følelsesmæssige behov. Gray bruger de romerske guder for henholdsvis krig og kærlighed som metaforer for mænds og kvinders forskelligheder.
Gray lægger næsten udelukkende vægt på forskellighederne, modsat mange psykologer, men påpeger også, at Mars og Venus kun er stereotyper, og ikke kan beskrive den enkelte kvinde eller mand. Dette forbehold overses dog delvist i bogen, da fokus er på forskelle og ikke ligheder.

## Kritik
Ikke alle kønsforskere er enige med Gray i at de to køn kommunikerer på så forskellig vis, det er blevet påpeget, at der ofte findes endog meget store overlap i kønnenes psyke . Blandt feminister er bogen blevet kritiseret for at være misogyn, eller for at kræve at kvinder skal tilpasse sig mænds væremåde. Andre har påpeget, at Gray ikke har lavet detaljerede referencer til den forskning han påstår ligger til grund for bogen. Nogle kritikere har dog også rost den for sin lettilgængelige stil og umiddelbart meget brugbare råd og løsningsmodeller. 

## Eksterne link
- Men are from Mars, Women are from Venus – John Grays website om bogen
- Rebuttal from Uranus  Arkiveret 18. februar 2009 hos  Wayback Machine – website der diskuterer bogen fra en kritisk synsvinkel